# Bagriłci
Bagriłci (bułg. Багрилци) – wieś w Bułgarii, w obwodzie Kyrdżali, w gminie Krumowgrad. W 2023 roku liczyła 162 mieszkańców.